# Noviant-aux-Prés
Noviant-aux-Prés ist eine französische Gemeinde mit 233 Einwohnern (Stand: 1. Januar 2022) im Département Meurthe-et-Moselle in der Region Grand Est (vor 2016: Lothringen). Sie gehört zum Arrondissement Toul und zum Kanton Le Nord-Toulois.

## Geografie
Noviant-aux-Prés liegt etwa 27 Kilometer nordwestlich von Nancy. Das Gemeindegebiet ist Teil des Regionalen Naturparks Lothringen. Umgeben wird Noviant-aux-Prés von den Nachbargemeinden Limey-Remenauville im Norden, Lironville im Norden und Nordosten, Manonville im Osten und Südosten, Minorville im Süden, Grosrouvres im Südwesten, Bernécourt im Westen sowie Flirey im Nordwesten. 

## Bevölkerungsentwicklung
| Jahr                       | 1962 | 1968 | 1975 | 1982 | 1990 | 1999 | 2006 | 2019 |
| Einwohner                  | 219  | 203  | 150  | 155  | 154  | 177  | 238  | 264  |
| Quellen: Cassini und INSEE |      |      |      |      |      |      |      |      |

## Sehenswürdigkeiten
- Kirche Saint-Jean-Baptiste aus dem 18. Jahrhundert
- Kapelle Notre-Dame-de-Pitié aus dem 15./16. Jahrhundert (Pietà als Monument historique geschützt)
- Reste einer Burg
- Französischer Nationalfriedhof

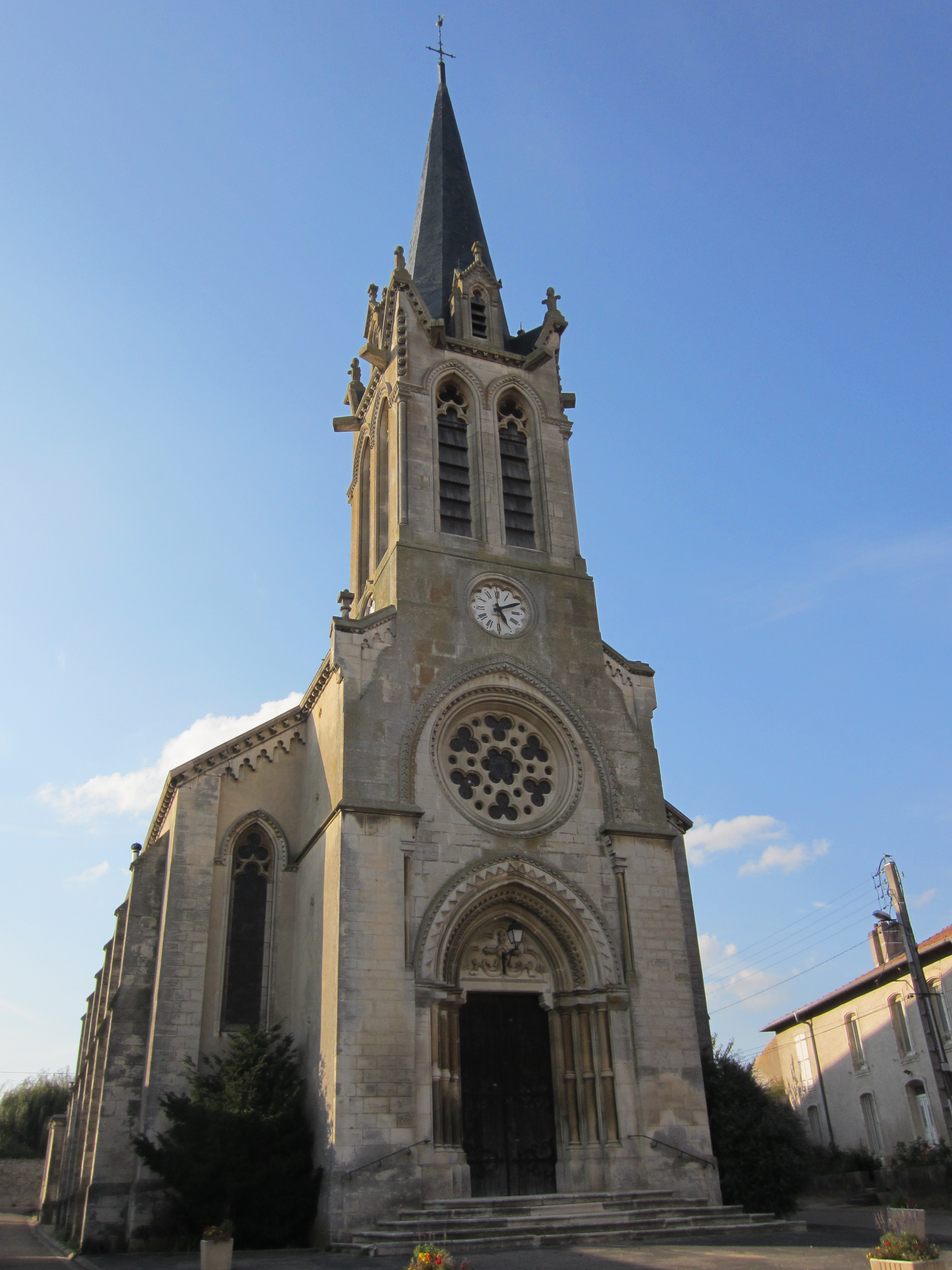
Kirche Saint-Jean-Baptiste
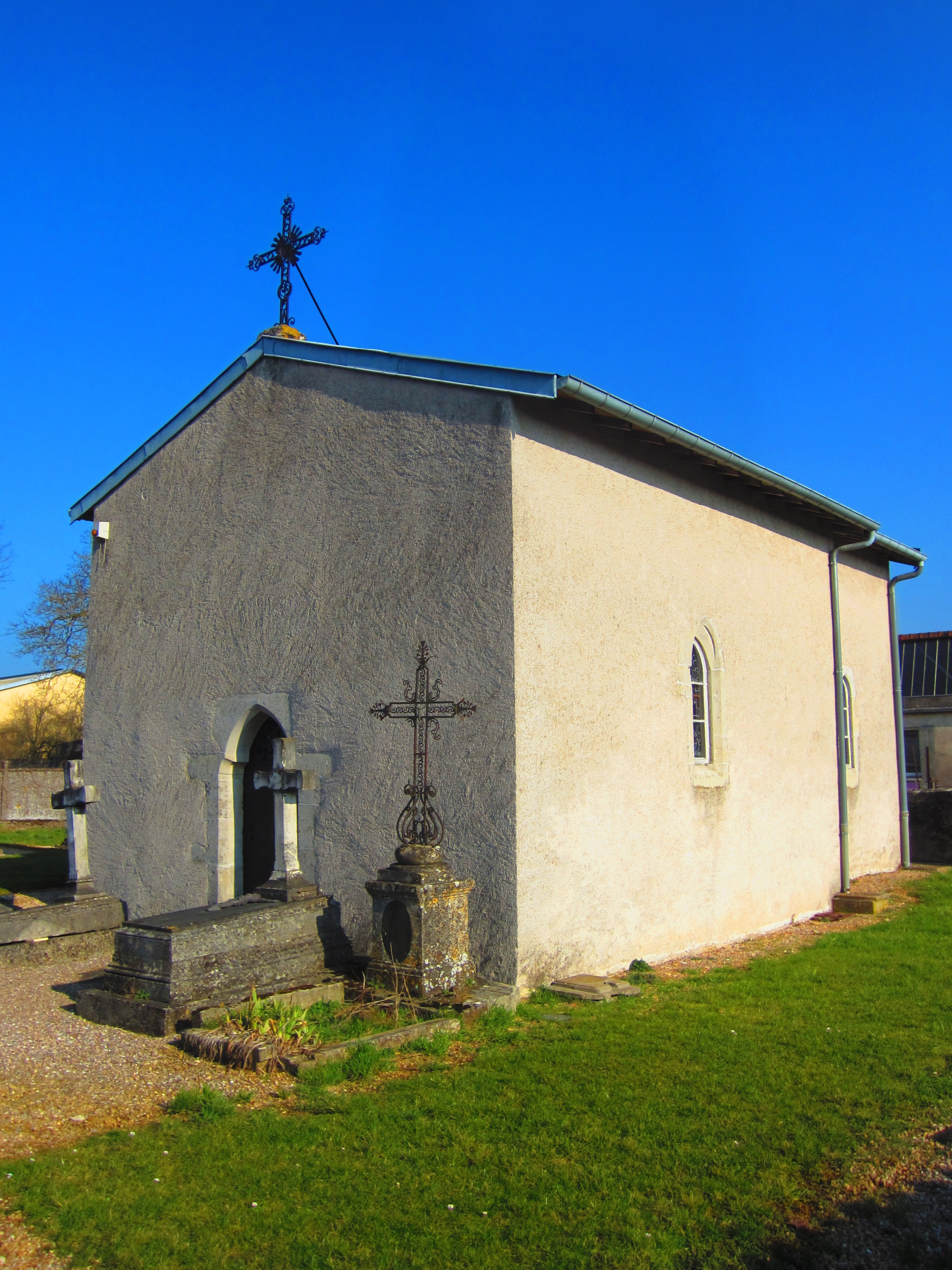
Kapelle Notre-Dame-de-Pitié